# Gustav Björkstrand
Hilding Gustav Mattias Björkstrand, född 25 oktober 1941 i Karleby, är en finländsk teolog, biskop och politiker.

## Karriär
Björkstrand prästvigdes 1964 och blev teologie doktor vid Åbo Akademi 1976 på en avhandling om Åkerblomsrörelsen. Därförinnan verkade Björkstrand som skolungdomspräst i Helsingfors svenska församlingar 1965–1969 och rektor för Kristliga folkhögskolan i Nykarleby 1971–1975.
1975–1978 var han lektor i religionsundervisningens didaktik vid Åbo Akademi och dekanus för pedagogiska fakulteten där 1977–1978. Perioden 1978–2006 innehade Björkstrand tjänst som professor vid Åbo Akademi, först som tillförordnad professor i kyrkohistoria och sedan som professor i praktisk teologi 1988–2006. Från mitten av 1990-talet har han innehaft flera uppdrag inom European Science Foundation (europeisk samarbetsorganisation för forskning). Mellan 1997 och 2005 var han akademins rector magnificus. Han blev teologie hedersdoktor vid Uppsala universitet 2000.
Björkstrand har innehaft många olika förtroendeuppdrag inom såväl kyrka som samhälle, inte minst som ombud vid kyrkomötet 1973, 1974–1977, 1978–1981 och 1982. Inom den samhälleliga sektorn har han ägnat sin uppmärksamhet främst åt utbildnings- och forskningspolitiska frågor på såväl lokal, nationell som internationell nivå. Han var kultur- och vetenskapsminister i Finlands regering 1983–1987, riksdagsman (Svenska folkpartiet) i Finlands riksdag 1987–1991, ordförande i riksdagens lagutskott 1987–1991 samt ordförande i mittengruppen i Nordiska rådet 1990–1991.
Efter att ha gått i pension från Åbo Akademi 2006 blev Björkstrand vald till biskop i Borgå stift. Från akademin erhöll han titeln professor emeritus. Björkstrand uppnådde den i Kyrkolagen 6:8 fastslagna åldern för avgång med pension den 25 oktober 2009, och hans tjänst som biskop upphörde därmed automatiskt den 31 oktober samma år. Björn Vikström valdes till ny biskop den 23 september 2009 och vigdes till sitt ämbete i november samma år.
Björkstrands karriär är närmst unik i vår tid, när han varit såväl professor, akademirektor, riksdagsman, minister och biskop.
Björkstrand har skrivit bland annat biografier över Jacob Tengström och John Vikström och en bok om Svenska psalmförfattare i Finland liksom självbiografin På avstånd ser man klarare.